# Richia miniptica
Richia miniptica är en fjärilsart som beskrevs av Dyar 1927. Richia miniptica ingår i släktet Richia och familjen nattflyn. Inga underarter finns listade.